# Botines (Texas)
Botines è un census-designated place (CDP) degli Stati Uniti d'America della contea di Webb nello Stato del Texas. La popolazione era di 117 abitanti al censimento del 2010. Botines si trova a 5 miglia a nord di Laredo. Il nome della cittadina deriva dal termine spagnolo botín, che significa stivaletto o stivale.

## Geografia fisica
Botines è situata a 27°46′19″N 99°27′26″W (27.771896, -99.457120).
Secondo lo United States Census Bureau, il CDP ha una superficie totale di 4,92 km², dei quali 4,92 km² di territorio e 0 km² di acque interne (0% del totale).

## Società

### Evoluzione demografica
Secondo il censimento del 2010, la popolazione era di 117 abitanti.

### Etnie e minoranze straniere
Secondo il censimento del 2010, la composizione etnica del CDP era formata dal 96,58% di bianchi, lo 0,85% di afroamericani, lo 0% di nativi americani, l'1,71% di asiatici, lo 0% di oceanici, lo 0% di altre razze, e lo 0,85% di due o più etnie. Ispanici o latinos di qualunque razza erano l'88,89% della popolazione.